# Dome S102
Chronologie des modèles (2008 - 2012)
Dome S101 Dome S103
La Dome S102 est une voiture de course de type Le Mans Prototype conçue en 2008 par Dome pour concourir en catégorie LMP1 aux 24 Heures du Mans.

## Historique

### S102
Après avoir fait évoluer son prototype S101 jusqu’en 2007, le constructeur Dome développe en 2008 un prototype à cockpit fermé, le S102. Celui-ci apparu en compétition lors des 24 Heures du Mans 2008. Cette année-là Dome revient officiellement avec sa propre écurie, 22 ans après la précédente apparition en 1986. Malgré une bonne vitesse de pointe, et des performances en courbes remarquables, la S102 souffrit de problèmes de fiabilitée. De plus, l'équipe technique envoyée au Mans découvrait la course, ce qui rendit le travail beaucoup plus compliqué étant donné que Le Mans est une course de spécialistes. Ce fut la dernière apparition de l'écurie aux 24 Heures du Mans car la S102 fut pas à la hauteur des ambitions et malgré une invitation aux 24 Heures du Mans 2010, l'écurie renonça à s'aligner dans cette épreuve.
Lors d'un communiqué de presse en date du 25 août 2010, Minoru Hayashi, propriétaire et fondateur de Dome, annonce que Dome jette l'éponge en compétition automobile mais il reste ouvert à des partenariats avec des compétiteurs intéressés par les compétences développées par l'équipe en place,. Cependant, Dome eu la bonne idée de conserver une cellule de veille autour de la S102, qui a développé des améliorations tous les ans afin que la voiture ne soit jamais obsolète, ce qui aurait fait fuir un éventuel acheteur. C'est ainsi que lorsque Toyota s’apprête à revenir en endurance avec la Toyota TS030 Hybrid, il fait appel au châssis de la Dome S102 pour tester son moteur et son système hybride. 

### S102.5

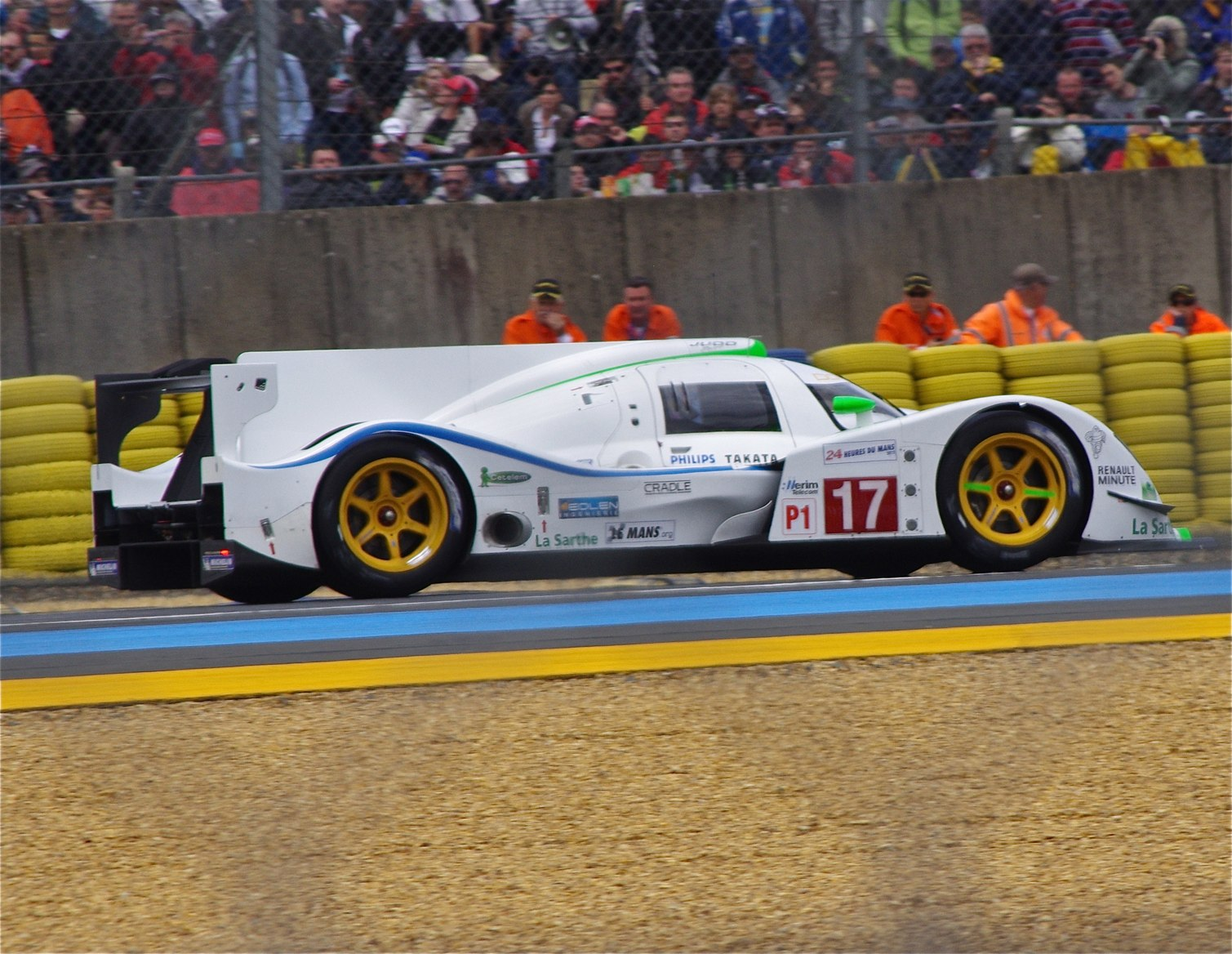
La Dome S102.5 de Pescarolo Team aux 24 Heures du Mans 2012.

En février 2012, Dome annonce son retour aux 24 Heures du Mans avec une évolution du S102 nommée S102.5 et confiée au Pescarolo Team. Le châssis est propulsé par un moteur Judd 3,4 L,. Adaptée à la réglementation 2012 (nombreuses modifications aérodynamiques, moteur plus petit...) et avec des évolutions dont des pneus en 36/71/18 à l'avant (contre 31/71/18 auparavant) qui permettent une meilleure exploitation de l'adhérence mécanique globale de la voiture. Il se murmure que Dome aurait demandé au Pescarolo Team de démontrer le potentiel de la voiture quitte à négliger le travail de fiabilisation, argumentant que sur une course d'endurance tout peut arriver, et donc que l'objectif n'est pas de finir la course à tout prix, mais de marquer les esprits.
La Dome S102.5 effectue sa première séance de roulage sur l’aéroport de Châteauroux. Nicolas Minassian est le premier a piloter l'auto dans sa nouvelle configuration. Il déclare : « Commencés à 11h, les essais se sont terminés à 16h. Tout s’est parfaitement bien passé, et il a déjà été possible de prendre quelques mesures aérodynamiques. Aucun problème n’est venu interrompre cette première journée de travail. Nous attendons avec impatience la nouvelle carrosserie 2012. Ambiance parfaite entre les ingénieurs et les techniciens de Dome et l’équipe Pescarolo Team ».
La S102.5 effectue sa première course à Spa. Face à la concurrence du WEC, où elle se bagarre en tête pendant plus de 4h. Sous la pluie, elle a surpassé les autres LMP1 privées et s'est classée position d'outsider derrière les prototypes d'usines alors intouchable. Cependant lorsque la piste s'est asséchée, la S102.5 qui était en proie à différents soucis de fiabilité dû rentrer aux stands pour des problèmes électriques (électronique globale et de gestion de boîte de vitesses). En dépit de problèmes de vibrations générés par le moteur, et de ces problèmes électriques, la S102.5 a laissé entrevoir un bon potentiel, ce qui est rassurant pour la suite de sa carrière, avec un prochain rendez vous en juin aux 24h du Mans.
Aux 24 heures du Mans 2012, la S102.5 engagée par le Pescarolo Team pour Dome a connu de nombreux problèmes de fiabilité dus à des fortes vibrations du Moteur Judd. Celui ci, dont la puissance avait été diminuée drastiquement afin d'espérer tenir 24h, cédera pendant la course, obligeant l'équipage Minassian - Bourdais - Ara à abandonner. Le moteur pouvant encore couvrir quelques boucles, la voiture repartit à quelques minutes du drapeau à damier afin d'effectuer 2 tours d'honneur, au ralenti afin de remercier les fans de leur soutien.
Si un engagement pour les 2 manches asiatiques du World Endurance Championship fut un temps envisagé, la fiabilité désastreuse du moteur Judd, et l'impossibilité de trouver un nouveau motoriste en cours de saison mirent fin aux espoirs de revoir la S102.5 en 2012.
Pour 2013, Dome proposa à Henri Pescarolo de lui confier à nouveau une S102.5. Afin de correspondre au besoin du Pescarolo Team, Dome envisagea également de l'adaptater à la réglementation LMP2. Bien que tenté, Pescarolo ne trouva pas le financement pour engager l'auto. Mais l’essentiel est là: grâce aux performances entrevues sur la S102.5, Dome a été sollicité pour des S102.5 LMP2 en 2014. Hors 2014 est également la date d'entrée en vigueur du nouveau règlement LMP1, qui reste la catégorie ciblée par Dome. Dome a donc lancé l'étude d'une nouvelle LMP: la Dome S103. Celle-ci devrait être déclinée sous deux versions pour correspondre aux règlements LMP1 et LMP2.